# 馬格諾利亞 (阿肯色州)
馬格諾利亞（英語：Magnolia）是一個位於美國阿肯色州哥倫比亞縣的城市。根據2020年美國人口普查，該地人口為11162人，而該地的面積約為34.27平方千米。同時該地也是哥倫比亞縣的縣治。

## 地理
馬格諾利亞的座標為33°16′27″N 93°14′01″W / 33.27417°N 93.23361°W，而該地的平均海拔高度為103米（即338英尺）。